# Xenophora
Xenophora Fischer von Waldheim, 1807 è un genere  di molluschi gasteropodi della famiglia Xenophoridae.

## Etimologia
Il nome Xenophora deriva dal greco, dalla unione delle parole  ξένος (xenos) che significa "straniero" e φορός (phoros) che significa "portatore", "che porta", l'unione dei significati di questi due termini è appunto portatore di oggetti estranei. In inglese vengono comunemente dette anche carrier shells, conchiglie trasportatrici.

## Descrizione
Le specie di Xenophora hanno una conchiglia di grandezza variabile da piccola a grande con un diametro della base (senza attacchi) da 19 a 90 mm, e altezza del guscio da 21 a 60 mm. La forma è conica-depressa con flangia periferica stretta, semplice, ventralmente non porcellanata. L'ombelico da moderato a chiuso. Appena dentro il bordo muscolare del mantello c'è una fila di brevissimi tentacoli, piede tipicamente con resti di pianta su metapodio, filamenti ctenidiali di lunghezza moderata. Opercolo liscio esternamente, da subtriangolare a subovale, raramente stromboidale. Come tutti i Xenophoridae anche queste specie presentano oggetti estranei inglobati su tutti i vortici della conchiglia che di solito occupano più di 1/3 della sua superficie dorsale nelle specie adulte.

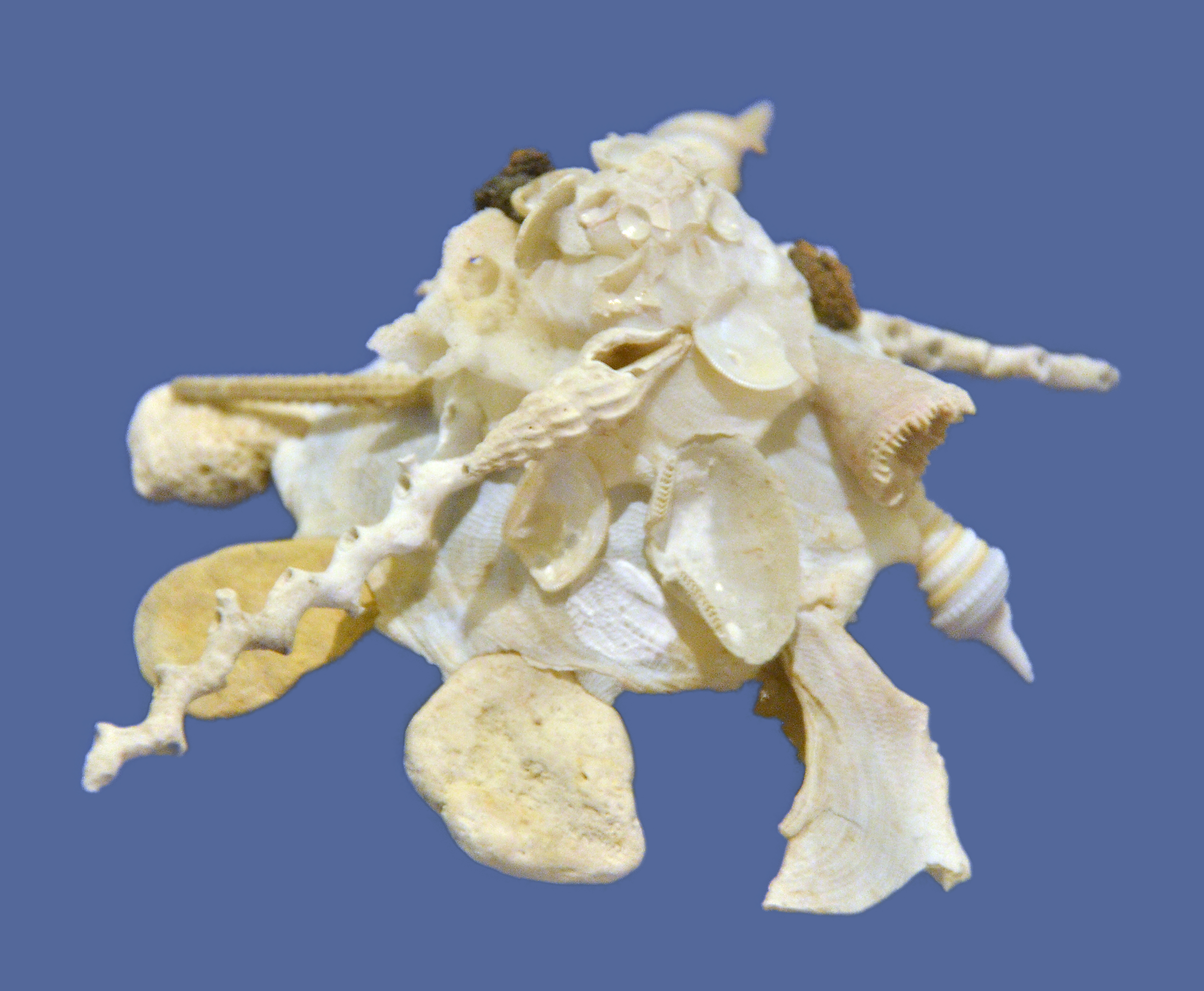
Xenophora sp.

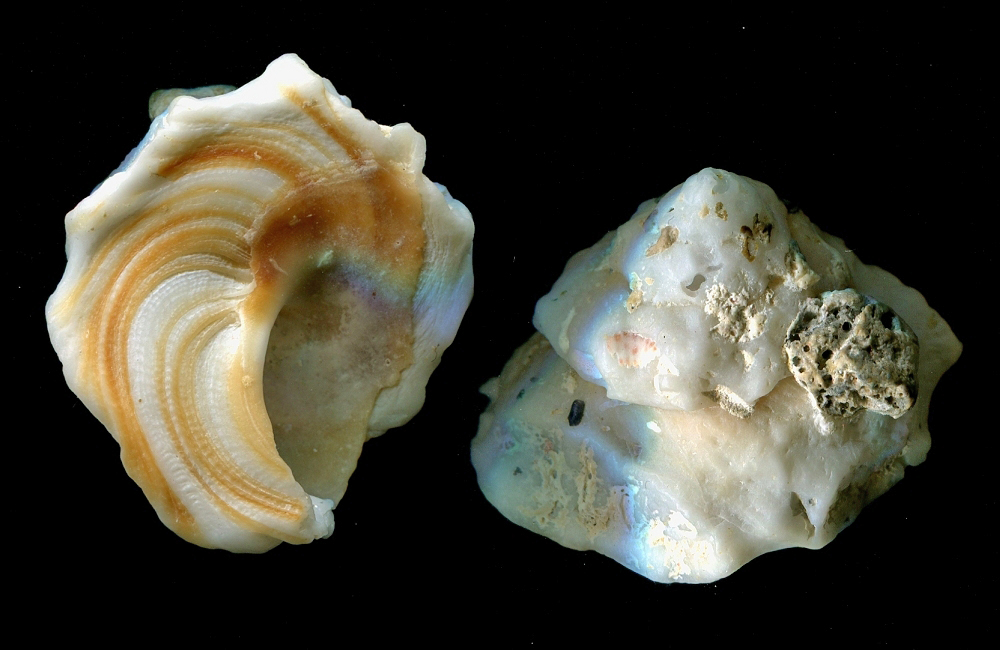
Xenophora cerea

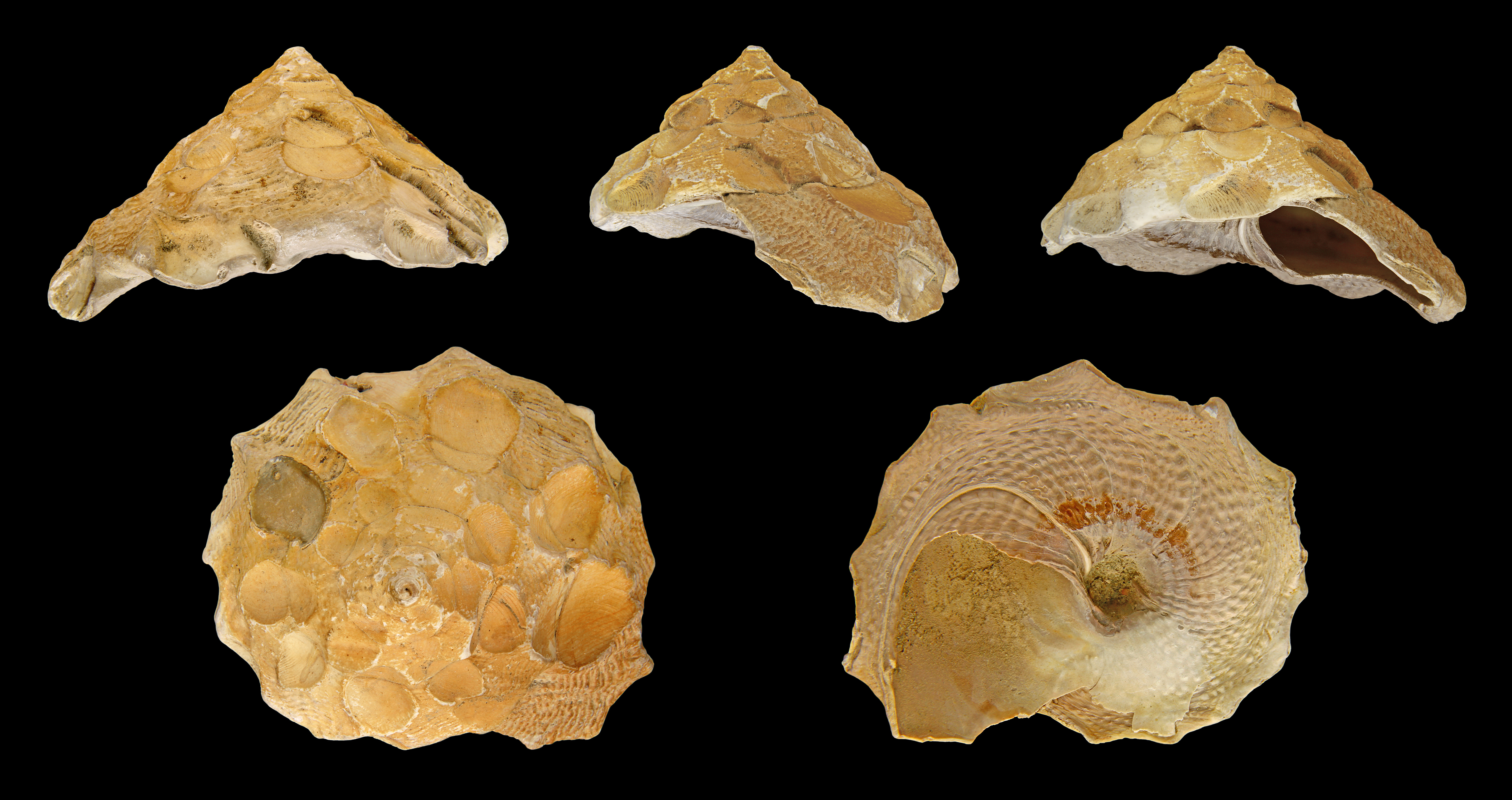
Xenophora crispa

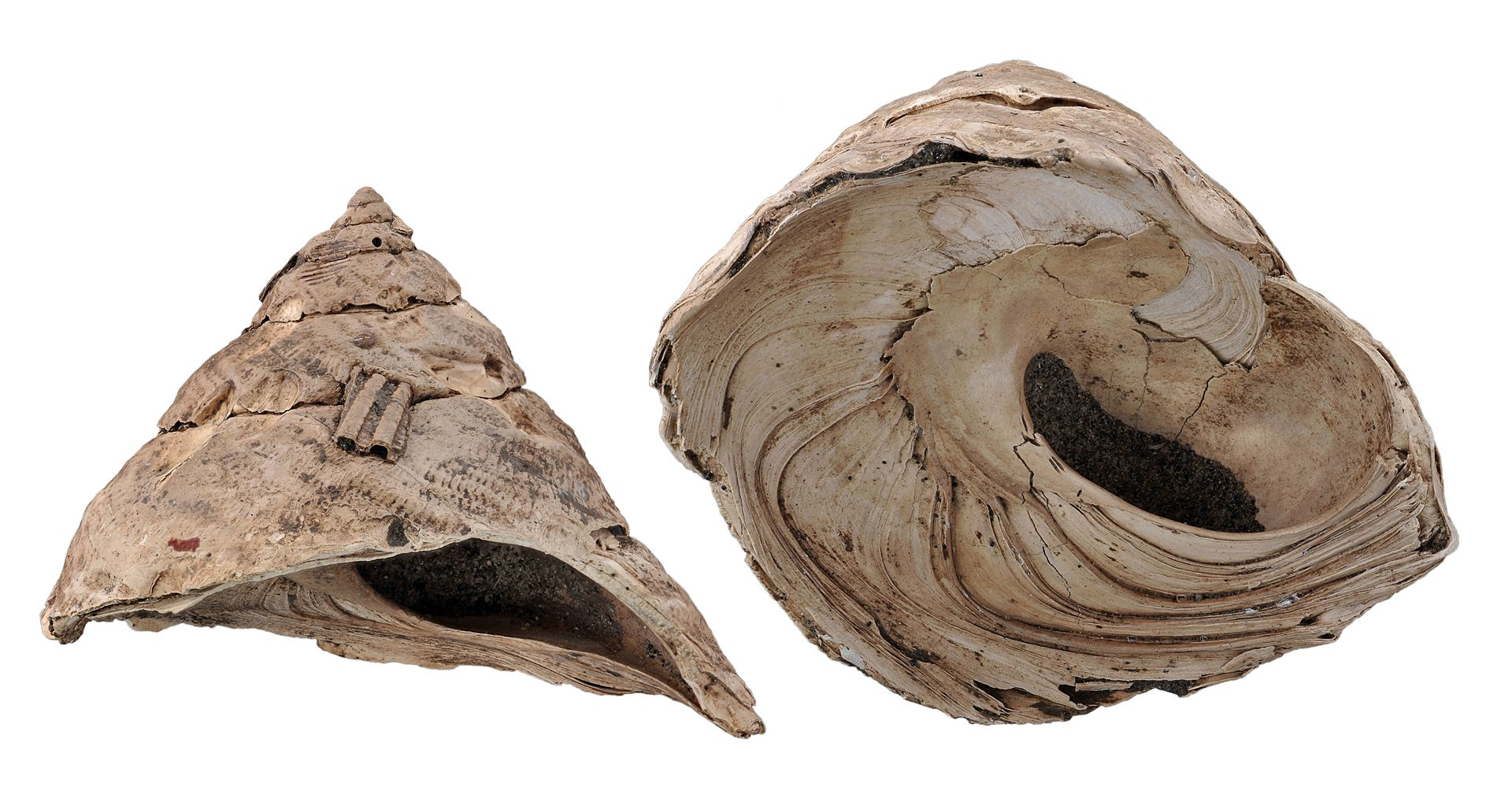
Xenophora deshayesi

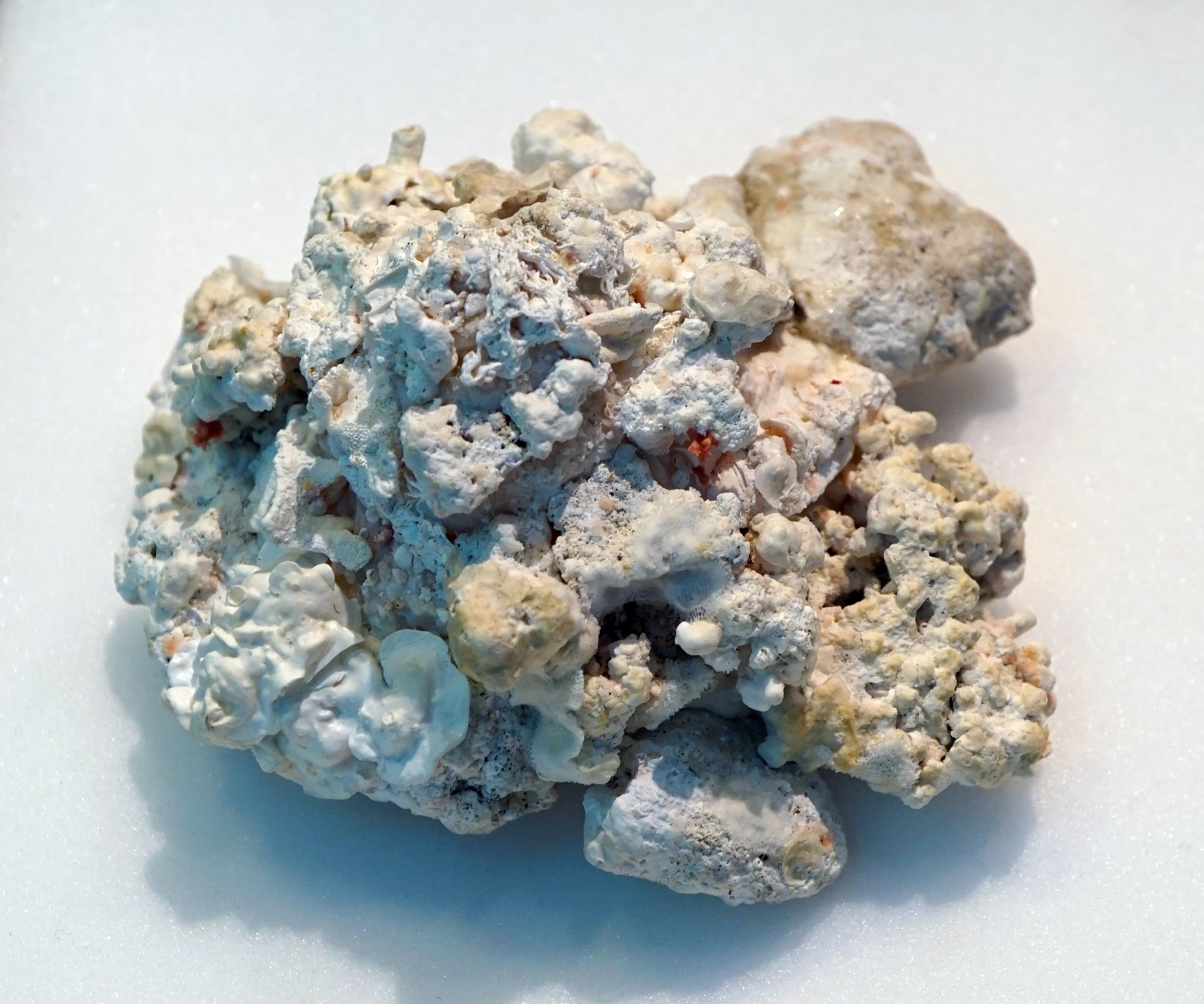
Xenophora flindersi

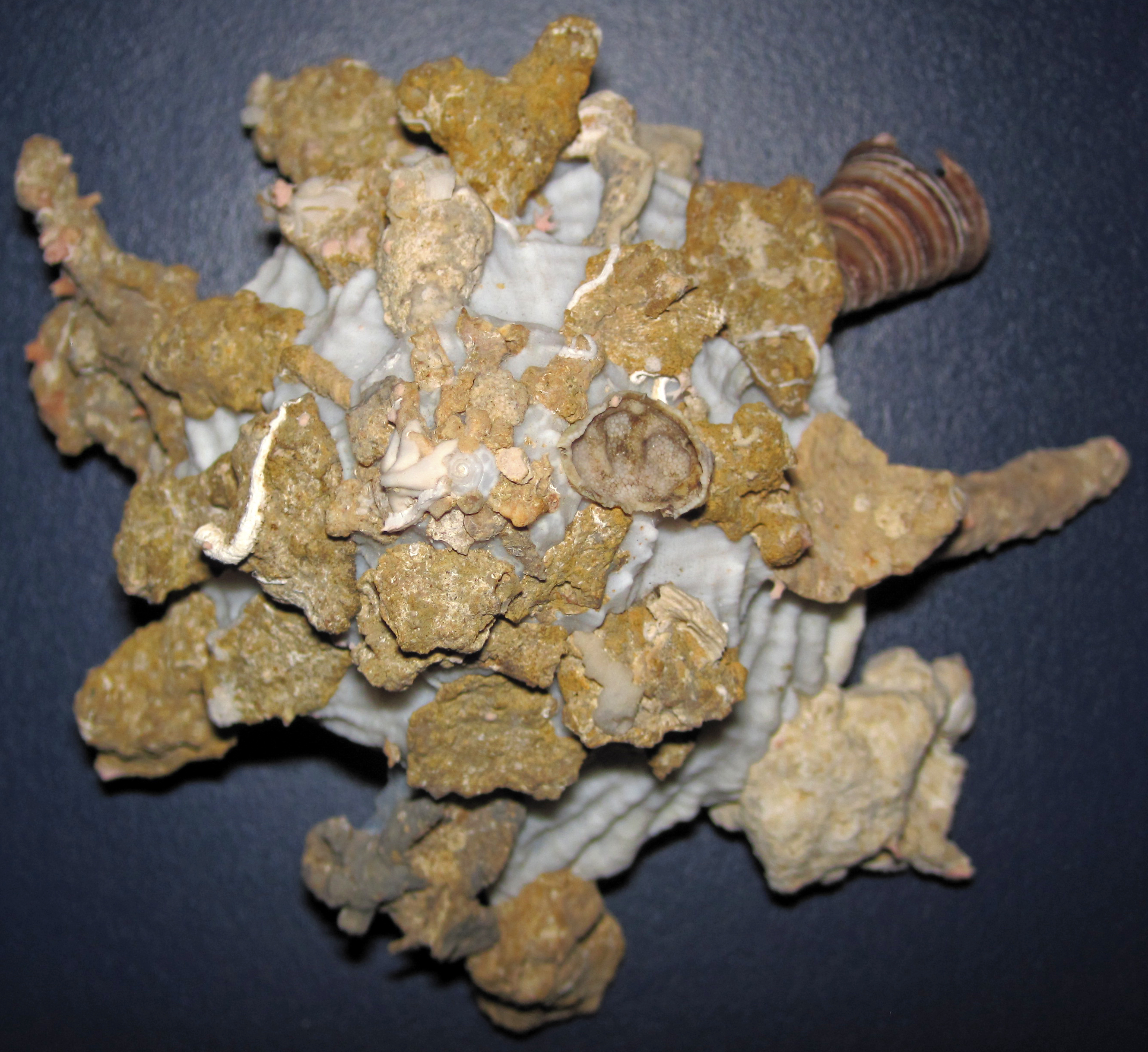
Xenophora granulosa

Tra questi oggetti si possono trovare gusci completi di bivalvi, gasteropodi, scapopodi e branchiopodi o loro frammenti, parti di corallo, ciottoli, detriti rocciosi, ecc. Non di rado sono stati osservati Xenophoridae con insoliti oggetti non marini attaccati alle loro conchiglie, come pezzi di vetro, metalli, tappi per bottiglie o anche monete. I corpi estranei vengono fissati sul bordo periferico dell'apertura del guscio incollati con escrezione palliale. Quando una lumaca ha aggiunto una nuova spirale piena di conchiglie, l'oggetto apposto appare di nuovo vicino all'apertura, questa volta sul suo bordo interno, e quindi l'attaccamento viene ulteriormente rinforzato. Poiché questa raccolta di oggetti sulla conchiglia avviene fin dalle primissime fasi di vita, specialmente tra i rappresentanti del genere Xenophora, la superficie superiore svanisce sotto la copertura di tali oggetti.
La radula è del tipo classico di tutti gli Xenophoridae: corta, piccola, tenioglossa. Denti centrali grandi, con poche cuspidi, cuspide mediana grande. Denti laterali corti, con 1 cuspide prominente e un tagliente lungo, spesso semplice. Denti marginali curvi, generalmente debolmente dentati.
Particolare il sistema di locomozione degli Xenophora che è stato definito da alcuni studiosi come "movimento di salto" o "passo con una gamba sola". Durante la locomozione la "superficie plantare" del piede viene appoggiata al substrato e il guscio viene sollevato per estensione della colonna muscolare. Successivamente il guscio viene spinto in avanti per circa la metà del suo diametro, e poi cade in avanti. Quando il piede viene abbassato sul substrato dalla sua posizione retratta, l'opercolo è puntato verso il basso come se volesse scavare nel substrato. Il biologo americano Carl J. Berg (1975) registra il tasso di locomozione in alcune specie di Xenophora come 233,5 cm/giorno.
Le specie si cibano prevalentemente di microalghe raccolte dal substrato sotto il guscio.
Xenophora sono distribuiti in tutti i mari tropicali e temperati del mondo, compreso il Mediterraneo.
Le prime specie di Xenophora si trovano nel Cretaceo e dal tardo Cretaceo il gruppo era diffuso. La maggior parte delle specie del Cretaceo sono conosciute solo da uno o pochi esemplari mal conservati, ma sono generalmente piccole e piuttosto simili nella forma a X. conchyliophora in quanto hanno solitamente una guglia di media altezza, una base semplice e un ombelico chiuso o strettamente aperto.
Il genere si diversificò durante il Paleogene quando probabilmente diede origine alla maggior parte delle forme oggi esistenti. È difficile valutare l'evoluzione del gruppo in dettaglio, poiché molte specie fossili sono molto rare e poco studiate.

## Tassonomia
Il genere comprende le seguenti specie:
- Xenophora cerea (Reeve, 1845)
- Xenophora conchyliophora (Born, 1780)
- Xenophora corrugata (Reeve, 1842)
- Xenophora crispa (Konig, 1825)
- Xenophora deshayesi (Michelotti, 1847) †
- Xenophora flemingi Beu, 1977 †
- Xenophora flindersi (Cotton & Godfrey, 1938)
- Xenophora granulosa Ponder, 1983
- Xenophora japonica Kuroda & Habe, 1971
- Xenophora mekranensis (Newton, 1905)
- Xenophora minuta Qi & Ma, 1986
- Xenophora neozelanica Suter, 1908
- Xenophora pallidula (Reeve, 1842)
- Xenophora peroniana (Iredale, 1929)
- Xenophora prognata (Finlay, 1926) †
- Xenophora senegalensis Fischer, 1873
- Xenophora solarioides (Reeve, 1845)
- Xenophora tenuis Fulton, 1938
- Xenophora trinacria P. Fischer, 1879 †